# Abercynon
Abercynon est un village et une communauté du borough de comté de Rhondda Cynon Taf, au pays de Galles.

## Géographie
Abercynon est situé dans l'est du borough de comté, au confluent de la Cynon et de la Taf, à mi-chemin entre les villes de Mountain Ash au nord et Pontypridd au sud.
La gare d'Abercynon (en) est desservie par les trains de la branche de la Merthyr line (en) qui relie Cardiff à Merthyr Tydfil.

## Démographie
Au recensement de 2011, la communauté d'Abercynon comptait 6 390 habitants.